# 海軍分析中心
海軍分析中心（英語：CNA Corporation，CNA）或稱為海軍研究中心、海事分析中心，是一個美國聯邦政府贊助的研發中心，由美國海軍和海軍陸戰隊贊助。此外它也向美國其他軍事和政府機構提供研究和分析服務，以提高美國國防工作的效率。它於二次大戰期間在美國首先進行作業研究。
海軍分析中心是一個位於維吉尼亞州阿靈頓郡 的非營利組織，組織人數從1940年代開始的80位科學家，發展至今包括正職與兼職員工約有625人。組織內部分為美國海軍相關研究(英語：Federally Funded Research and Development Center, FFRDC)與國內公共政策研究(英語：Institute for Public Research, IPR)兩大部門。國內公共政策研究主要跟國土安全部、司法部、聯邦緊急事務管理署、美國聯邦航空總署、教育部等政府單位合作。平時約有45名員工派駐於諾福克海軍基地(世界最大海軍基地)、珍珠港-希卡姆聯合基地、日本、義大利、巴林等國家或地區。

## 研究主題[6]
- 先進科技與系統分析
- 策略研究中心
- 研究中國
- 陸戰隊計畫
- 作業評估小組
- 資源分析
- 特戰計畫